# Карапетян, Гегецик Артюшевна
Гегецик Артюшевна Карапетян — советский хозяйственный, государственный и политический деятель, Герой Социалистического Труда.

## Биография
Родился в 1947 году в Армянской ССР. Член КПСС.
С 1964 года — на хозяйственной, общественной и политической работе. В 1964—2002 гг. — колхозница, звеньевая колхоза имени А. И. Микояна Октемберянского района Армянской ССР.
Указом Президиума Верховного Совета СССР от 12 декабря 1973 года за большие успехи, достигнутые во Всесоюзном социалистическом соревновании, и проявленную трудовую доблесть в выполнении принятых обязательств по увеличению производства и продажи государству зерна, овощей, плодов и других продуктов земледелия в 1973 году присвоено звание Героя Социалистического Труда с вручением ордена Ленина и золотой медали «Серп и Молот».
Избиралась депутатом Верховного Совета СССР 8-го и 9-го созывов.
Делегат XXV съезда КПСС.
Живёт в селе Налбандян Армавирской области Армении.